# Xerocrassa geyeri
Xerocrassa geyeri е вид коремоного от семейство Hygromiidae.

## Разпространение
Видът е разпространен в Белгия, Германия, Испания, Словения, Франция и Швеция.